# Bracon sexmaculatus
Bracon sexmaculatus är en stekelart som beskrevs av Gaspard Auguste Brullé 1846. Bracon sexmaculatus ingår i släktet Bracon och familjen bracksteklar. Inga underarter finns listade.